# ブロンズパロット
ブロンズパロットは、不二家の関連会社である不二家フードサービスが、かつて実験的に展開していたファミリーレストラン。

## 概要
「不二家レストランの高級店」という位置づけで、不二家レストランの通常店舗より高級路線のメニューと価格設定だった。
ステーキの食べ放題があり、特に大学生などの若者に強くアピールしていた。
一方でサブカルチャーの領域においては一部に強い印象を残し、特に独特のウェイトレスの制服には根強い人気があった。制服は両店で相違があり、立川日野橋店の方がより人気を博し、同様に一部で制服に人気があるアンナミラーズと双璧を成していた。

## 店舗
- 立川日野橋店 (東京都立川市錦町5-19-14）
- 鶴見寺尾店 (神奈川県横浜市鶴見区諏訪坂5-47）[1]
- 戸田橋店 (埼玉県戸田市川岸3-1-7)

立川日野橋店は2000年に、鶴見寺尾店は2006年にそれぞれ閉店し、現存しない。
埼玉県戸田市にも短期間ながら店舗が存在していた。こちらも立川日野橋店のウェイトレス制服は採用されていない。